# (147766) Elisatoffoli
(147766) Elisatoffoli est un astéroïde de la ceinture principale.

## Description
(147766) Elisatoffoli est un astéroïde de la ceinture principale. Il fut découvert le 26 août 2005 à Campo Catino par Ugo Tagliaferri et Franco Mallia. Il présente une orbite caractérisée par un demi-grand axe de 3,07 UA, une excentricité de 0,03 et une inclinaison de 10,6° par rapport à l'écliptique.

## Compléments